# DC-International

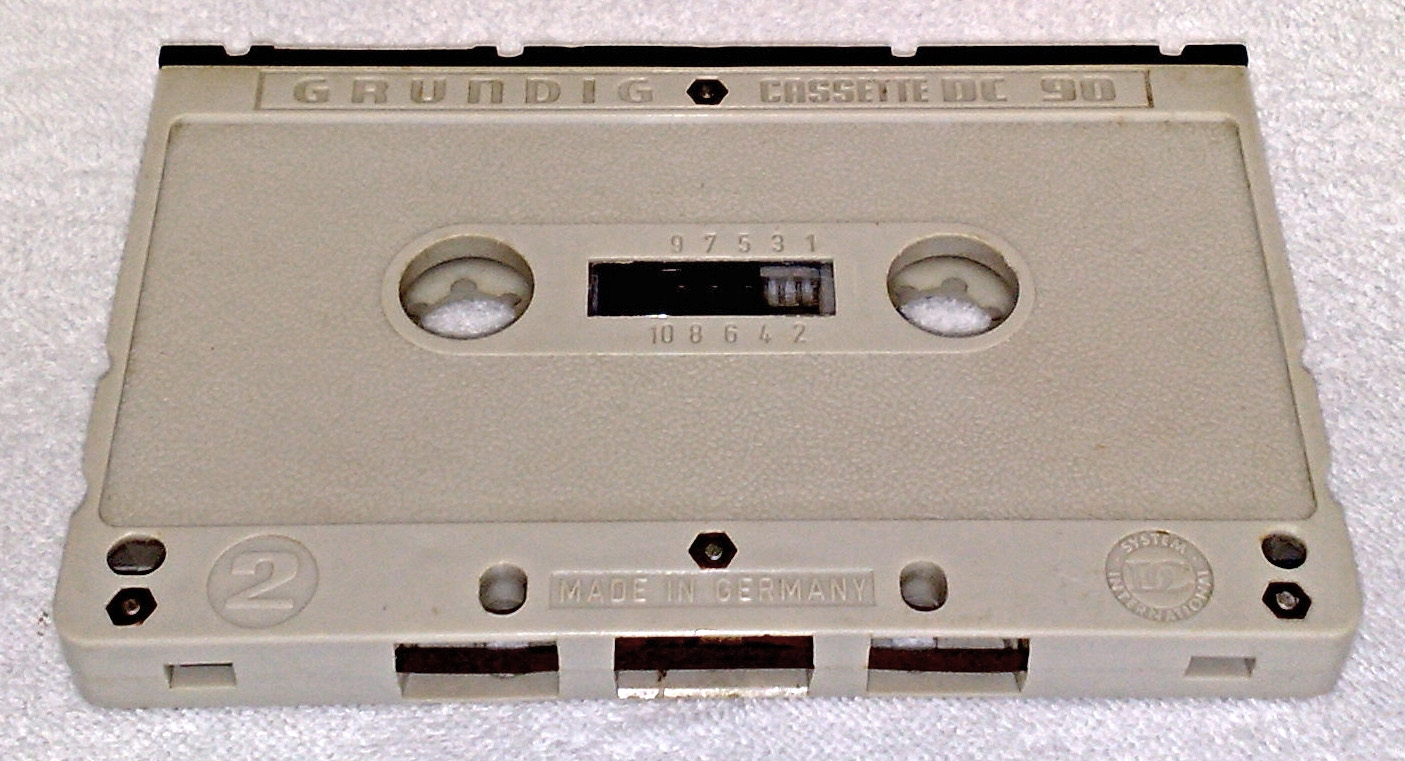
DC-International kazetta

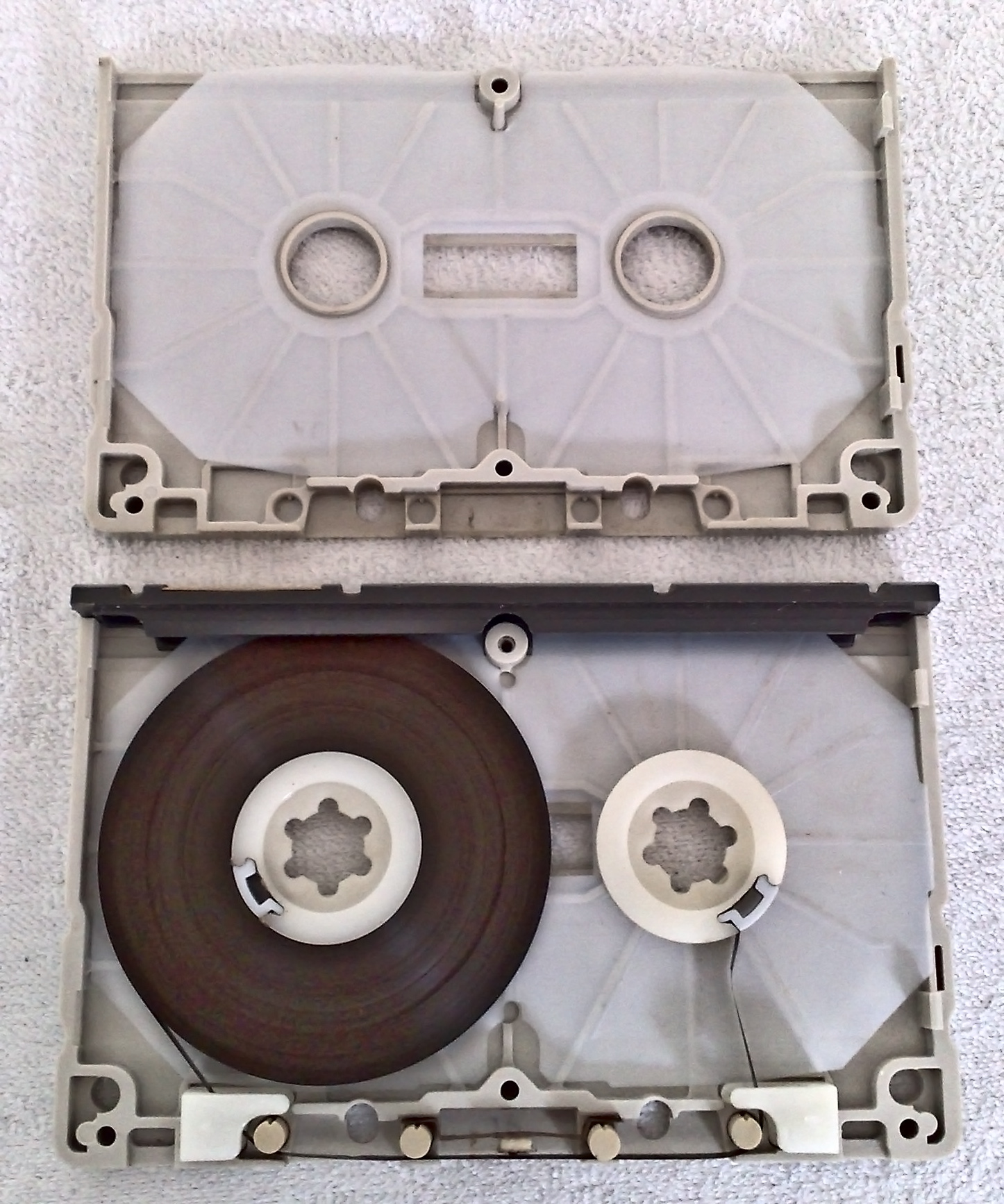
A kazetta belülről

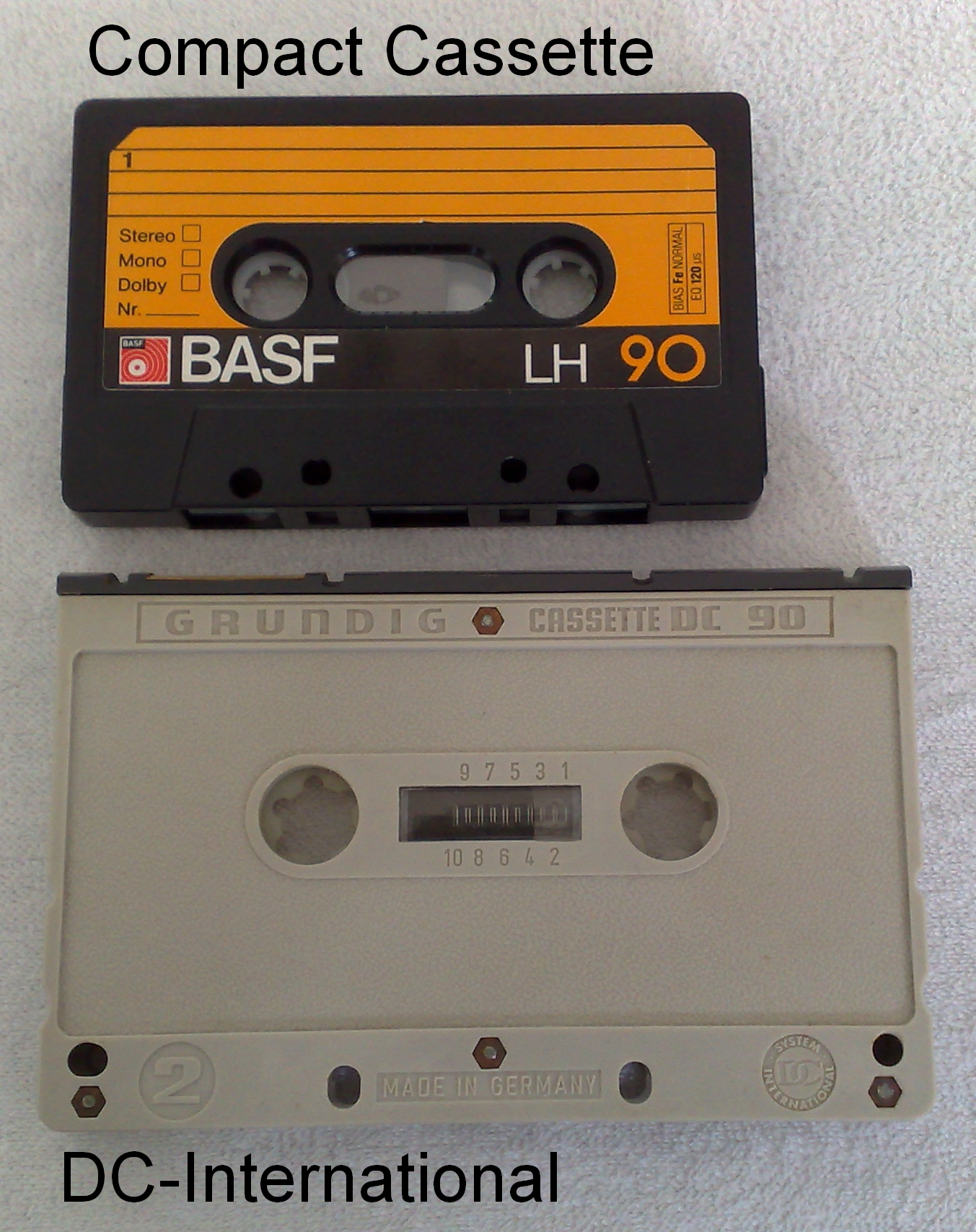
DC-International és Compact Cassette rendszerű kazetták

A DC-International egy hangrögzítési technológiára vonatkozó szabvány, ill. szalagtárolási rendszer, melyet a Grundig cég mutatott be 1965-ben. Méretei: 120 mm × 77 mm × 12 mm, súlya 65 gramm. A Compact Cassette-hez hasonlóan mindkét oldalára rögzíthető hangfelvétel és a szalagszélességük is megegyezik, mely 3,81 mm. A DC-International szalag lejátszási-felvételi sebessége: 5,08 cm/s. Egy 90 perces kazettában (45 perc/oldal) a szalag 137 méter hosszú, a 120 percesben (60 perc/oldal) 185 méter. A forgalomba került üres kazetták a Grundig mellett a Telefunken, a BASF és az Agfa-Gevaert márkajelzést viseltek. Az üres kazetták mellett 25 db műsoros DC-International kazetta is kereskedelmi forgalomba került, melyeknek 25 német márkás áron lehetett kapni darabját. 1967-ben álltak le ezen rendszerű magnókazetták és magnetofonok gyártásával.

## Forgalomba került műsoros kazetták
- TTP 90000 Buntes Nachmittagskonzert
- TTP 90001 Gute Fahrt mit Schwung und Rhythmus
- TTP 90002 Im Reich der Operette
- TTP 90003 Große Marschparade
- TTP 90005 Musikalische Rundreise
- DTP 90006 Singen, Lachen, Tanzen
- TTP 90007 Melodie und Rhythmus
- TTP 90009 Drei Meisteroperetten
- TTP 90010 Cocktails For Two
- TTP 90011 Erinnern Sie sich?
- DTP 90012 In der kleinen Bar
- DTP 90013 The Fantastic Rolling Stones
- DTP 90014 Durchs deutsche Heimatland
- DTP 90015 Musik für dich
- DTP 90016 Große Stars – große Erfolge
- DTP 90017 Tanzen und Singen mit Catrin, Silvio und Vico
- DTP 90018 Die große Musical Show
- DTP 90020 Zauberwelt der Melodien
- DTP 90021 Jetzt geht’s los
- RTP 90022 Western Saloon
- RTP 90023 Teenager Melodie
- RTP 90024 America’s Favourite Bands
- TTP 90025 Bunt gemischt
- DTP 90026 Die schlagen ein
- TTP 90027 Mal dies – mal das

## Fordítás
- Ez a szócikk részben vagy egészben  a   DC-International című angol Wikipédia-szócikk fordításán alapul.  Az eredeti cikk szerkesztőit annak laptörténete sorolja fel. Ez a jelzés csupán a megfogalmazás eredetét és a szerzői jogokat jelzi, nem szolgál a cikkben szereplő információk forrásmegjelöléseként.